# Blaser (Berg)
Der Blaser ist ein 2241 m ü. A., nach anderen Quellen 2244 m hoher Berg in den Stubaier Alpen im österreichischen Bundesland Tirol.

## Topographie
Der Blaser liegt nördlich von Trins im Gschnitztal und westlich des Wipptals. Nordwestlich erhebt sich die Serles. Im Westen liegt die 2392 m hohe Peilspitze. Die Nordseite des Blasers ist von steilen Rinnen und Schrofengelände geprägt, die Südflanke zum Gschnitztal ist wesentlich flacher. Durch seine Lage in der Föhnschneise des Wipptals gilt der Blaser als besonders windiger Berg, woraus sich auch sein Name ableitet.

## Erschließung
Zahlreiche markierte Wanderwege führen von Trins, Maria Waldrast, Matrei, Steinach und vom Kalbenjoch (2225 m) zum Gipfel. Südwestlich knapp unterhalb des Gipfels liegt auf 2180 m die private, im Sommer bewirtschaftete Schutzhütte Blaserhütte. Bis zu ihr führt ein Fahrweg, was den Blaser auch zu einer beliebten Mountainbiketour macht.

## Botanische Bedeutung
Oberhalb der Waldgrenze, die hier bei ca. 1800 m liegt, ist die Vegetation von Latschen und Bergmähdern (Sanddürrenmähder) gekennzeichnet. Der Blaser ist für seine Blumenvielfalt (z. B. Enzian und Edelweiß) bekannt. Im Jahr 1875 legte der österreichische Botaniker Anton Kerner von Marilaun hier knapp unterhalb des Gipfels auf 2195 m den ersten Hochalpengarten der Welt an, der aber bereits 1898 wieder aufgelassen wurde.

## Geologie
Der Blaser gehört wie etwa auch die Kalkkögel, der Serleskamm oder die Tribulaune in den westlichen Stubaier Alpen dem Brennermesozoikum an. Das heißt, er wird aus Sedimentgesteinen aufgebaut, die im Mesozoikum abgelagert wurden. Tektonisch nimmt der Blaser hier aber eine Sonderstellung ein. Im Gegensatz zu den anderen Sedimentgesteinen des Brennermesozoikums, die eine geringe metamorphe Überprägung aufweisen, sind hier die Gesteine nicht oder kaum metamorph überprägt. Die Gesteine hier gehören der Blaserdecke an, die dem übrigen Brennermesozoikum auflagert. Die Blaserdecke beschränkt sich nicht auf das Gebiet des Blasers, sondern erstreckt sich auch noch über die Peilspitze, das Kalbenjoch und den Kamm in etwa vom Serlesjöchl bis zur Kesselspitze. Auch an der Südseite des Gschnitztales finden sich an einigen Stellen Gesteine, die der Blaserdecke zugerechnet werden. Diese Decke wird dem Oberostalpin zugerechnet, nach dem Geologen Alexander Tollmann stellt die Blaserdecke einen zurückgebliebenen Rest der nördlichen Kalkalpen dar, die gegen Norden abgeschoben wurden. Was die Gesteine betrifft, so besteht der Blaser hauptsächlich aus Dolomit der Trias.